# Santiago Sacatepéquez
Santiago Sacatepéquez é uma cidade da Guatemala do departamento de Sacatepéquez. 